# Комисия по атомна енергетика
Комисията по атомна енергетика (на испански: Comisión Nacional de Energía Atómica: CNEA) е аржентинска правителствена агенция, отговаряща за изследване и развитие на ядрената енергия.
Агенцията е създадена на 31 май 1950 г. с цел развитие и контрол над ядрената енергия за мирни цели в страната.
КАЕ включва следните сгради: Centro Atómico Bariloche, Centro Atómico Constituyentes (в Буенос Айрес) и Centro Atómico Ezeiza (в Провинция Буенос Айрес). Във всеки от тези градове има изследователски реактори.
Аржентина има 2 АЕЦа в експлоатация: 1033 мегаватовия АЕЦ „Атуча“, построен от германския Сименс, и 600 мегаватовия АЕЦ „Ембалсе“, построен от канадския КАНДУ. 